# سكوريا

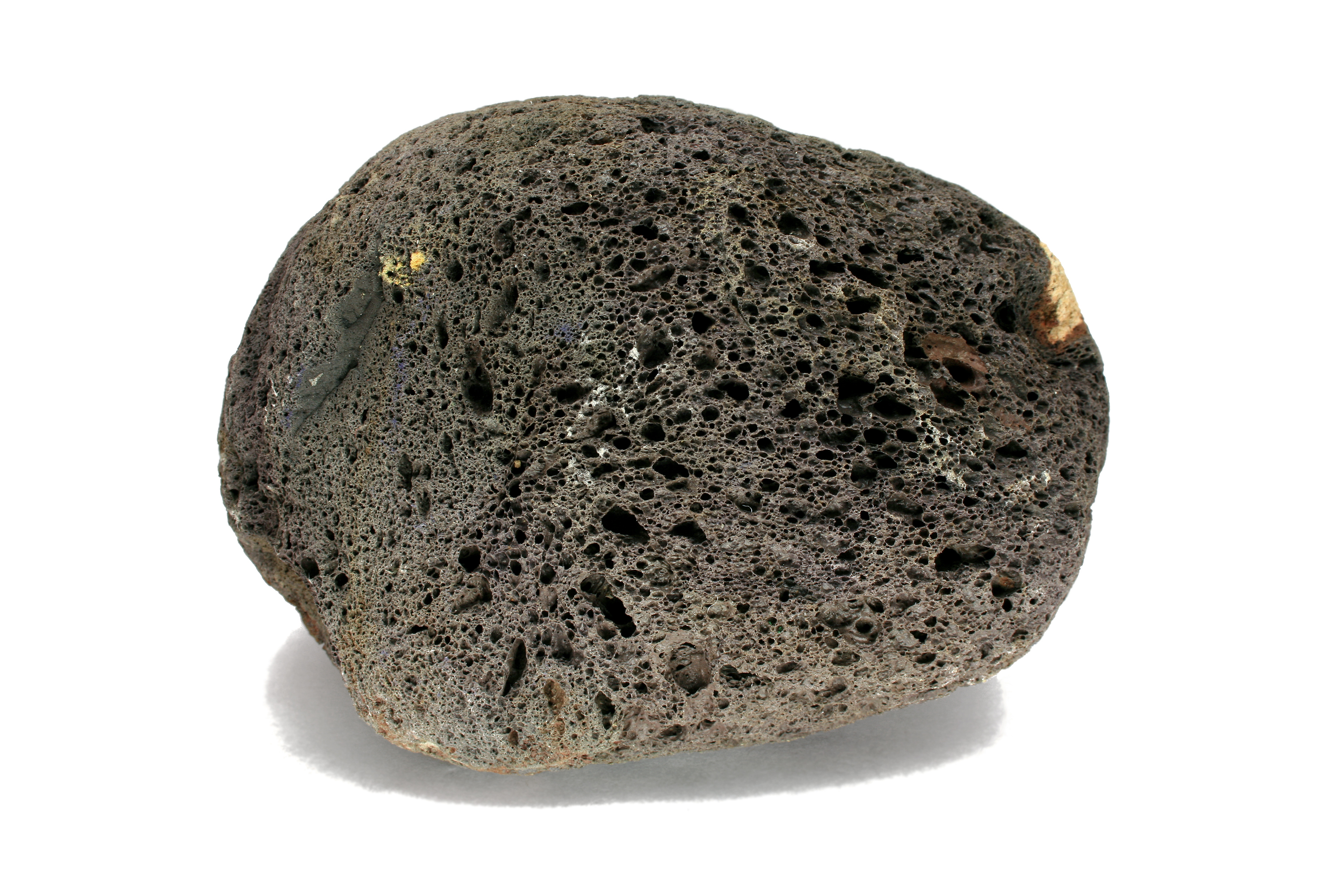
السكوريا.

السكوريا أو الجفاء أو خبث المعادن (بالإنجليزية: scoria)‏ هو صخر من الطفف البركانية، سطحه خشن يشبه خبث الأفران وهو عبارة عن المخلفات السيليكاتية وهو من الخامات المفيدة التي لها أهمية اقتصادية وقد بينت المؤسسة العامة للجيولوجيا في العديد من الدراسات ذلك.

## الاستخدام
يستخدم السكوريا وبما يسمى أيضاً الجفاء أو الطف البركاني من قبل شركات الإسمنت في صناعة الإسمنت اليوزولاني ومواد البناء الخفيفة المنشطة لإنتاج الإسمنت والبيتون الخفيف المقاوم للحرارة والكيماويات، يستخدم أيضاً في إنتاج وتصنيع الهياكل والمواد العازلة ، يستخدم كمواد امتصاص وتصفية وتنقية وفي صناعة الصوف البازلتي العازل، يستخدم في صناعة الألواح الإسمنتية الخفيفة والبلوك وفي فرش الطرقات (وخصوصاً خلال الشتاء لزيادة الاحتكاك في الطرق) ، وفي السكك الحديدية، وفي الأعمال الزراعية بغرض صرف المياه ، وفي تغطية الأرض في طرق الحدائق .

## صفاته
معدن ذو صفة عازلة جيدة للصوت والحرارة ، خفيف و ذو متانة و مقاوم للعوامل الطبيعية والحامضية والاهتراء والتلف، إسفنجي المظهر، صخوره زجاجية شديدة المسامية التمدد الكبير فيه يسمى Reticulate يؤدي إلى تفجر جدران الفقاعات تاركةً شبكة ثلاثية الأبعاد من الزجاج وبسبب هذا التمدد يدعى السكوريا أيضاً بـ "Basaltic pumice" أثقل وأغمق لوناً وأكثر تبلوراً من البيومس لكن السكوريا صلبة وفقاعية .

## تكوينه
بعد تصدع القشرة الأرضية وحدوث الفوالق الثانوية وحدوث الثورات البركانية وعند خروج الصهارة (الماجما) أعطت التدفقات البازلتية المتعاقبة والمتنوعة العديد من المعادن ومن بينها كان الطف البركاني وهو عبارة عن الصهارة البازلتية المشبعة بالغازات وعند تبريدها السريع وتصلبها يتشكل معها السُّبَج تنطلق الغازات وتتشكل رمال شديدة المسامية لونها أسود أو رمادي أو بني زجاجية بركانية ناعمة الملمس ولامعة، وفيها تزيد نسبة الفقاعات عن 50% من الحجم الكلي للصخر .

## تركيبه الكيميائي
يماثل تركيب الصخور البازلتية تقريباً ومن أهم فلزاته ومقوماته الأوليفين والبيروكسين والبلاجيوكليز وبعض الفلزات المعدنية ..

## أنواعه
تختلف أنواعه كلما ابتعدنا عن المخروط البركاني يتناقص السمك والحجم ونسبة المواد نتيجة أن المواد الثقيلة تكون بالقرب من الفوهات مشكلةً جسم البركان وتتزايد المواد الخبثية باتجاه المركز، يتواجد ثلاثة أنواع من السكوريا الخفيف والمتوسط والثقيل حيث يتراوح الوزن الحجمي بين 0.72 إلى 1.57 سم/غ والمسامية بين 29 إلى 75 % ..
أماكن تواجده:
يوجد في العديد من المناطق في العالم أحدها جنوب سوريا وحرة رهاط في السعودية.

## معرض صور

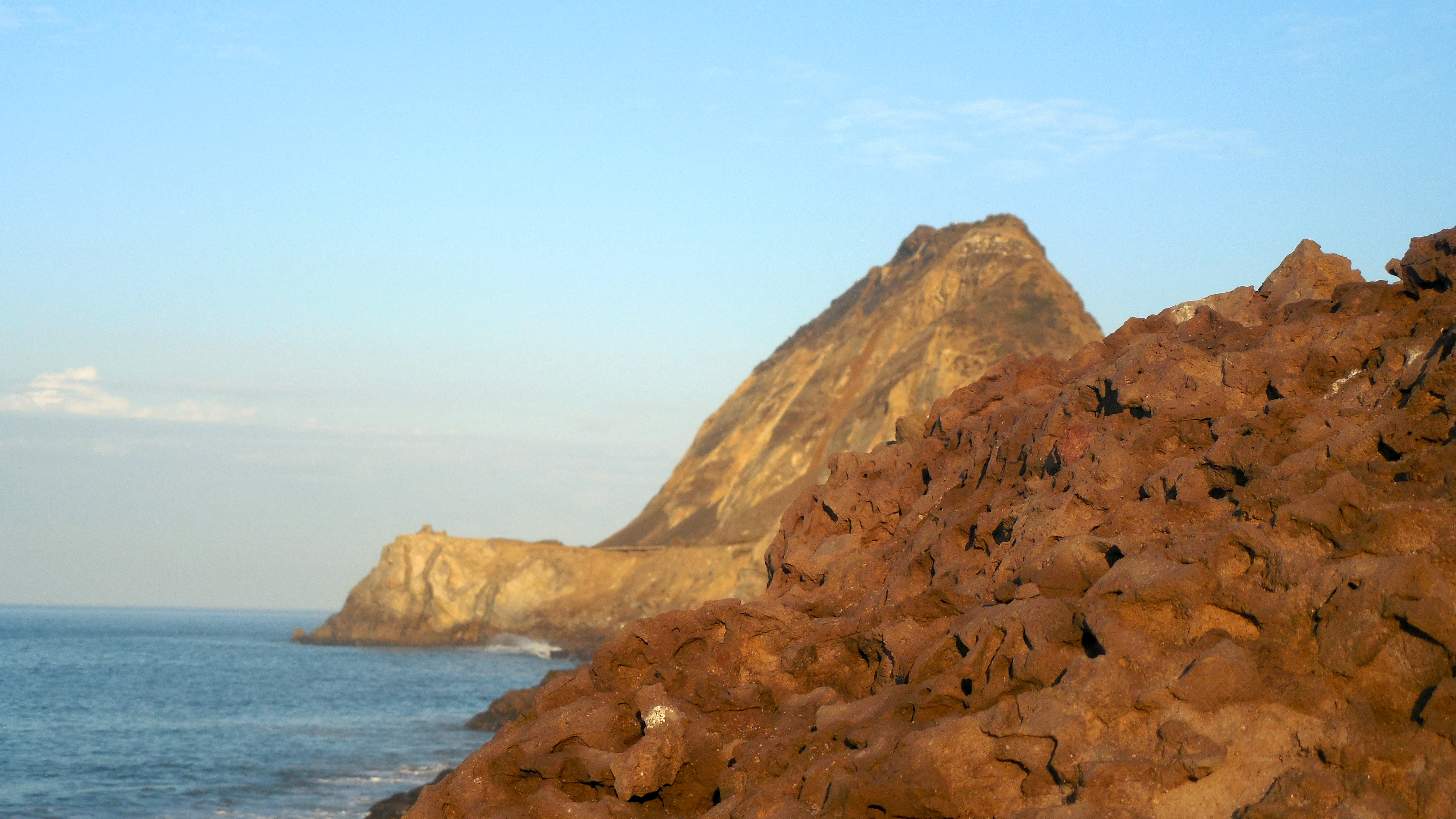
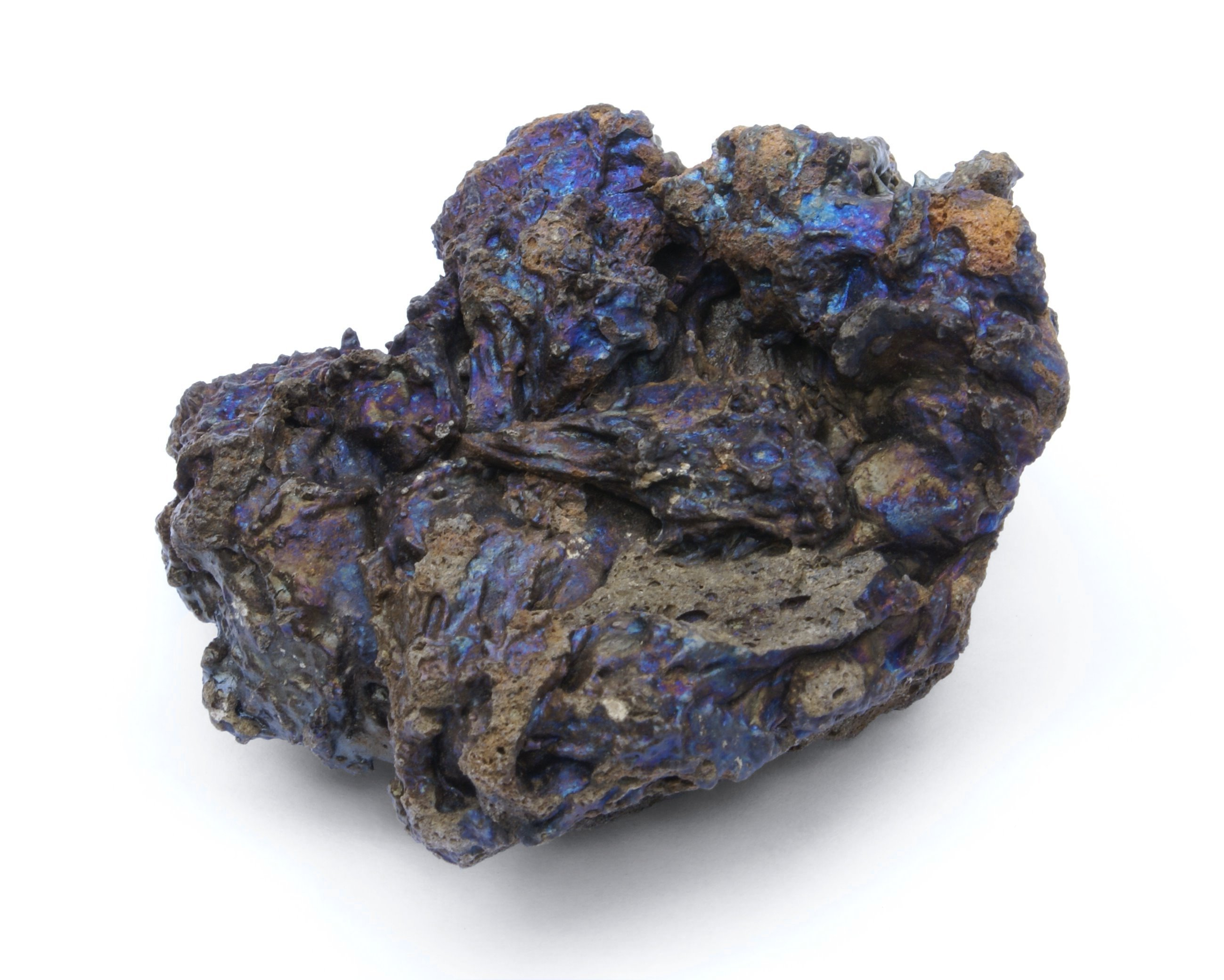
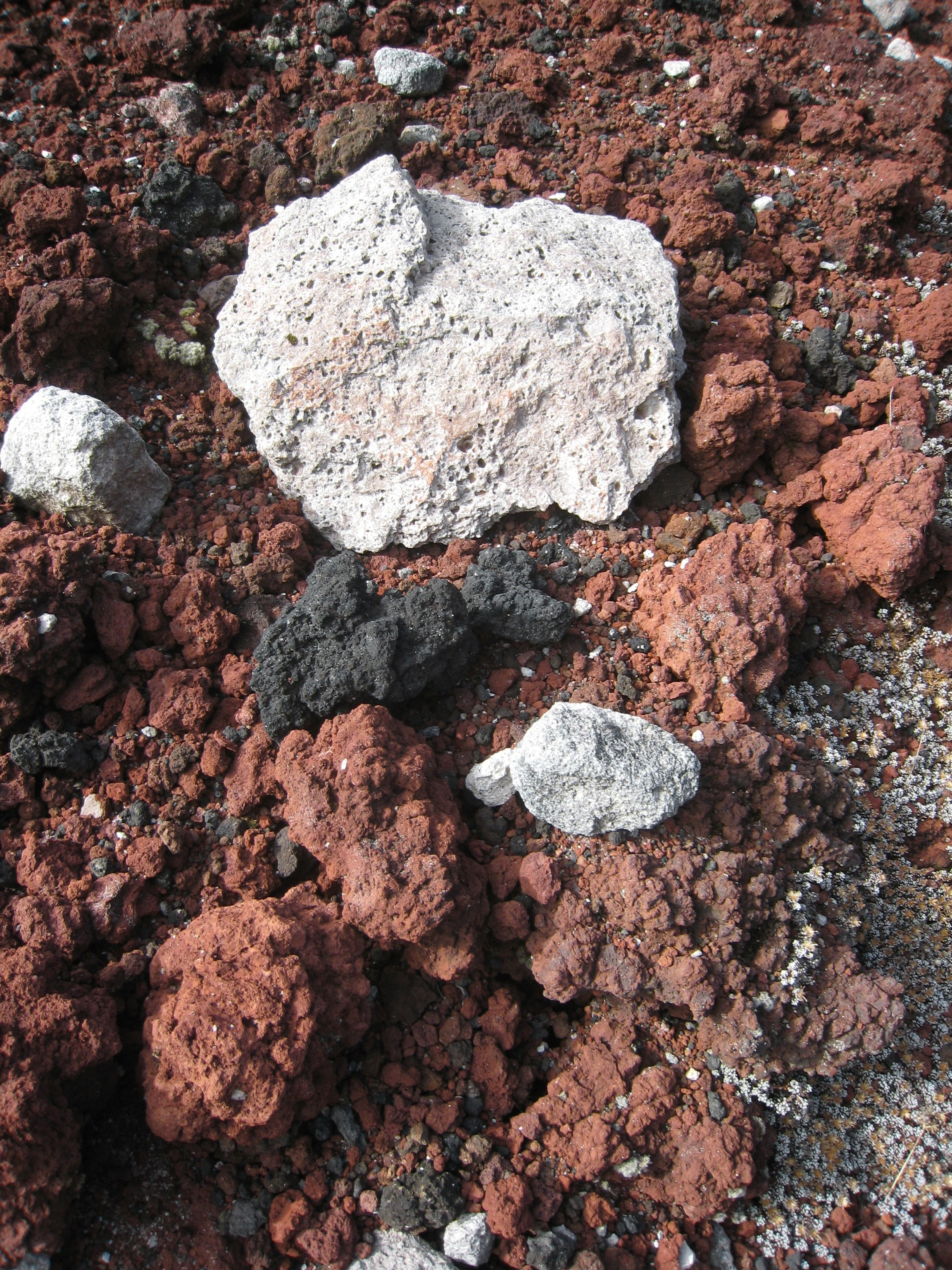
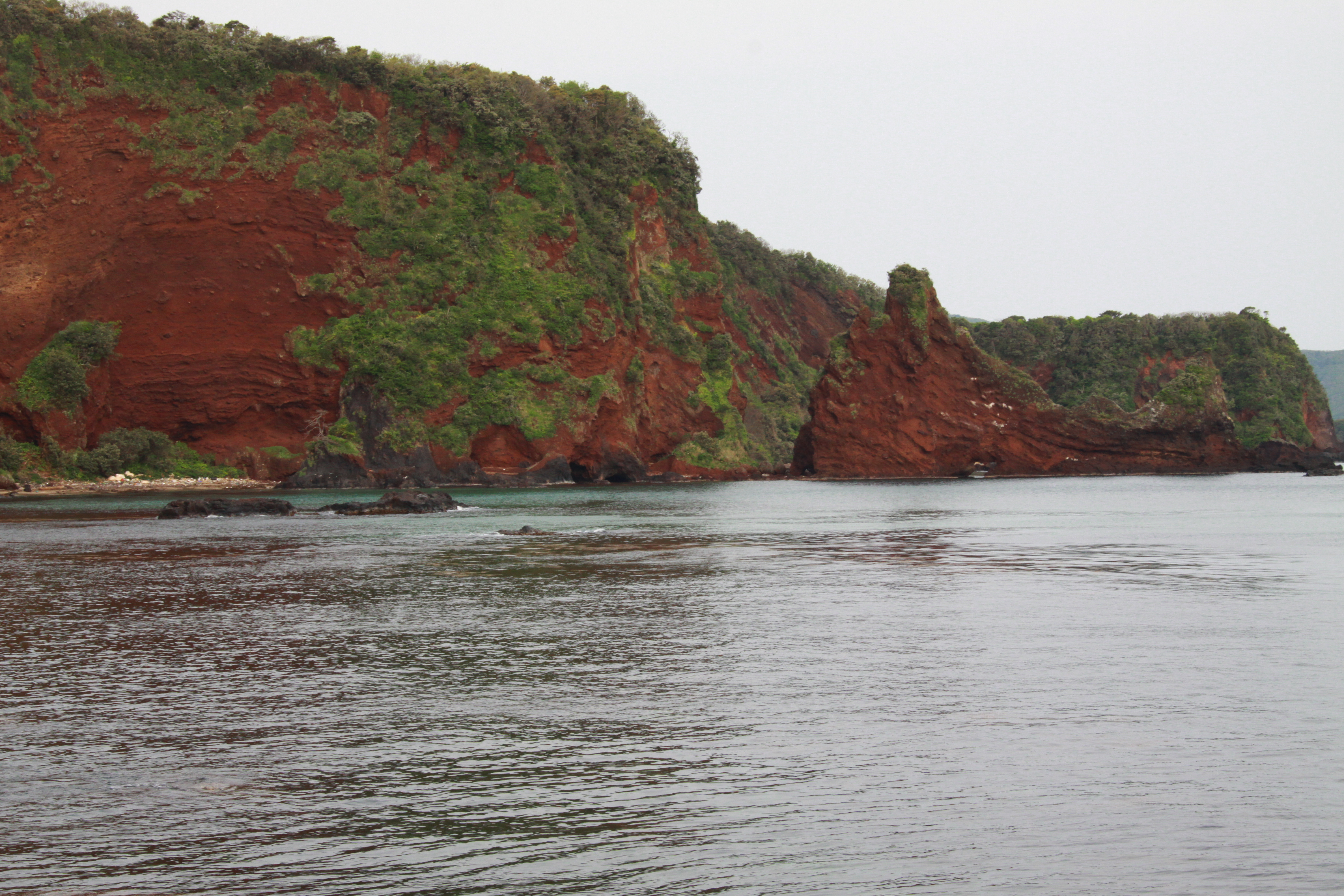
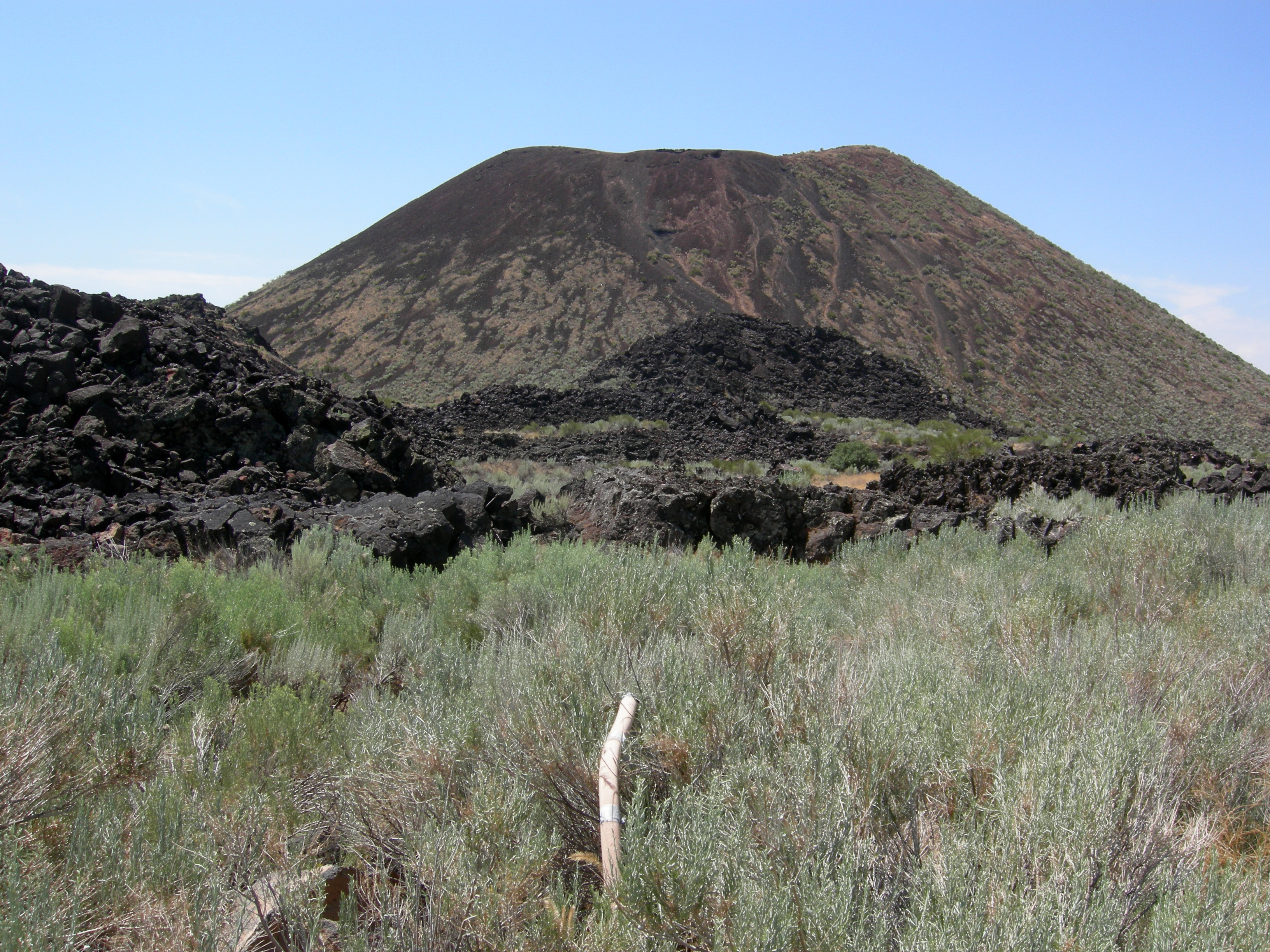
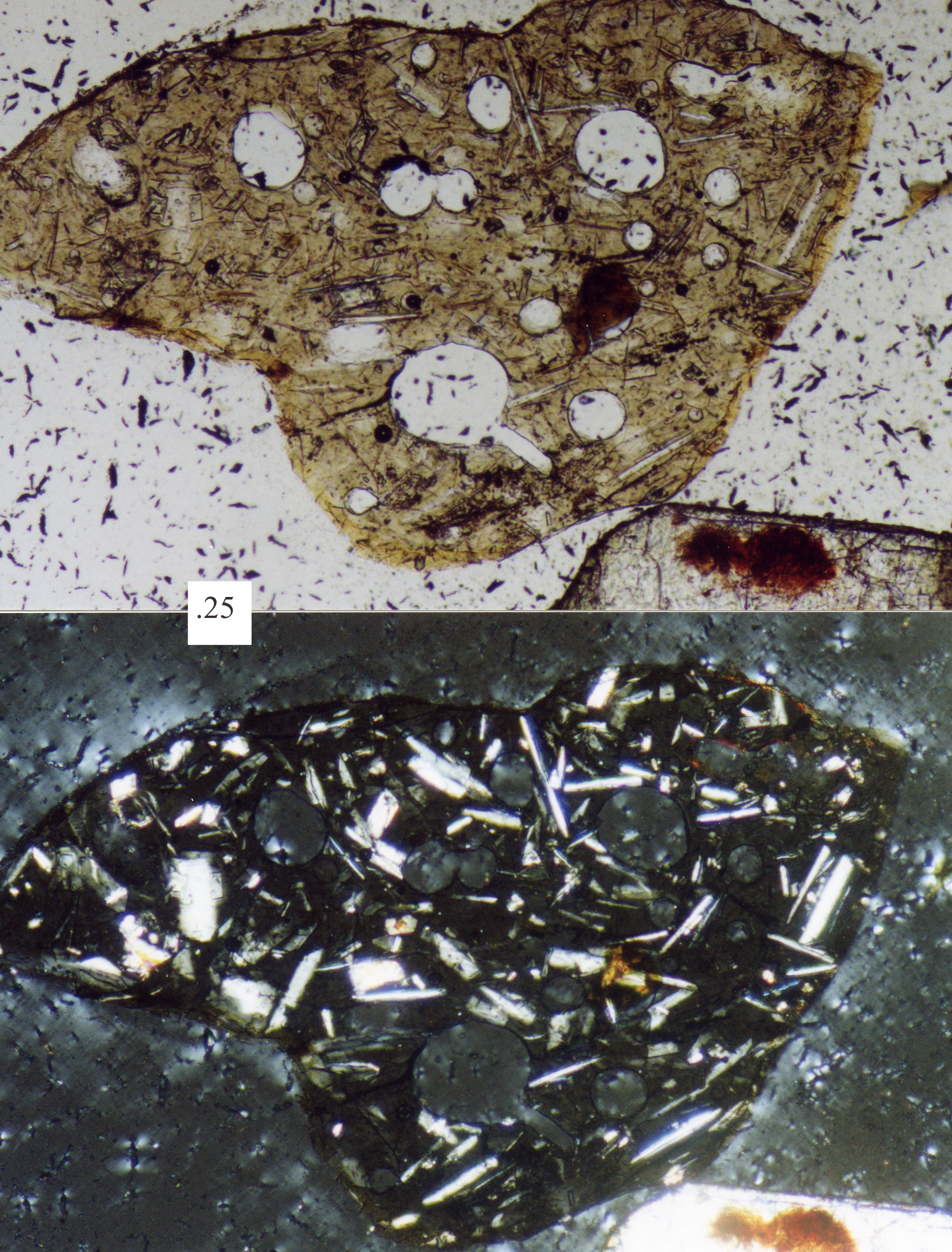